# 俄國與同盟國停戰協定

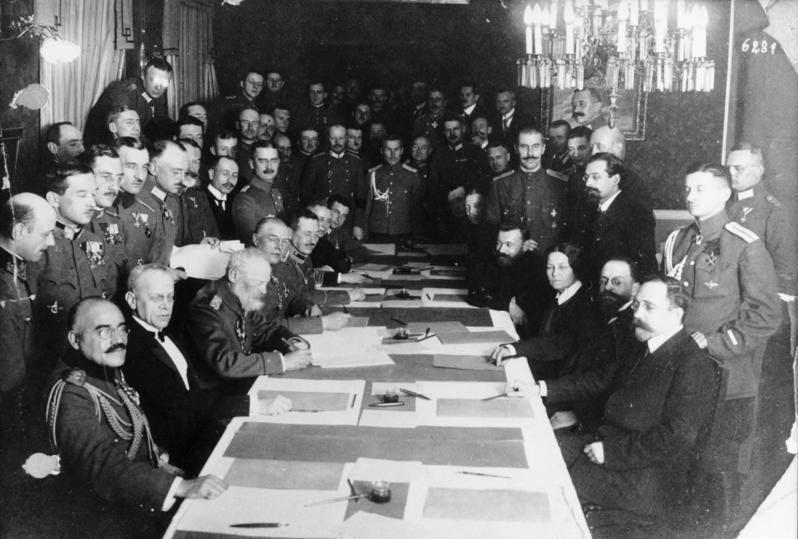
俄國代表與同盟國代表，時間為1917年12月15日

俄國與同盟國停戰協定是在1917年12月15日(O.S.為12月2日)，蘇維埃俄國與同盟國的奧匈帝國、保加利亞王國、德意志帝國和鄂圖曼帝國簽訂的停戰協議。停戰協定於兩天後生效，即同月17日(O.S. 12月4日)。根據該協議，俄羅斯在事實上，退出了第一次世界大戰，儘管在1918年3月3日簽署布列斯特-立陶夫斯克條約之前，戰鬥仍短暫地恢復。在這之後，俄羅斯實現了和平。

## 停火
布爾什維克靠著“麵包與和平”的口號上台。1917年11月26日(O.S. 11月13日)，三名俄羅斯特使打著白旗進入德國防線，並要求安排談判，他們同意在布列斯特-立陶夫斯克——也就是同盟國的軍事總部展開談判。東線（俄羅斯的「西線」）的俄羅斯人和德國人於12月4日(O.S. 11月21日)在绍伊成了當地停火協議。它取代了任何已經同意的地方停火或休戰協定——但沒有具體說明內容是什麼——該協定將於12月6日至17日生效。後來該協議在12月8日(O.S. 11月25日)被公告刊登於消息報。
12月5日(O.S. 11月22日)，即在绍伊與德國達成協議的第二天，一項涵蓋所有同盟國的更全面停火協議在布列斯特-立托夫斯克簽署。該停火於12月7日(O.S. 11月24日)後一天生效，但與12月4日時，在當地協議的到期日相同。它於生效之日在消息報上發表。蘇聯史學對關於是否在12月5日簽署了任何協議存在一些爭議，停戰文本中明確提及該日期停火的內容被認為是錯誤的。外界普遍同意12月5日協議具有歷史意義。俄羅斯談判代表之一列夫·加米涅夫於 12 月 9 日在消息報(O.S. 11月26日)寫了關於協議細節的文章；德國將軍馬克斯·霍夫曼也在他的戰爭日記中討論到它。

## 停戰
談判由東部陸軍參謀長馬克斯·霍夫曼將軍參與。他的談判團隊由五名德國人、四名奧匈帝國人（由卡傑坦·馮·梅雷領導）、三名鄂圖曼土耳其人（由澤基帕夏領導）和兩名保加利亞人（由佩塔爾·甘切夫領導）組成。俄羅斯向他們的法國、義大利和英國盟友提出加入提議時遭到了「憤怒的石之沉默」的拒絕。托洛斯基外長則組建了一個由28人組成的俄羅斯代表團，其中一個將其描述為動物園，因為他們被選中代表支持革命的社會團體，包括士兵、水手和工廠工人。在去火車站的路上，他們意識到他們缺一個農民——於是他們直接從街上招募。這位女性代表因刺殺將軍而受到慶祝。他們由曾在柏林與之學習的，醫學經驗豐富的阿道夫·越飛領導，由擔任軍事顧問的沙皇中校和經驗豐富的革命家加米涅夫和列夫·加拉罕支持。
當他們到達布列斯特-立陶夫斯克時，他們發現這座城市是一片漆黑的廢墟，在1915年俄羅斯撤退期間被燒毀。總部的辦公室和公共設施都在大火中倖存下來的堡壘中，而住宿則在臨時用木結構豎立在其庭院中的建築。代表團受到巴伐利亞國王的弟弟、東線最高統帥巴伐利亞陸軍元帥利奧波德親王的歡迎。俄羅斯人在軍官的飯堂裡吃飯，在那裡他們的主人努力與他們困惑的客人建立友好關係。
經過三天的談判，他們同意停戰28天，在此期間，德軍不得離開東線。癥結在於越飛的指示是為所有戰線簽署全面停戰協定，但霍夫曼拒絕了，因為顯然他們的盟友沒有這樣的授權。會談暫停了一周，而越飛則獲得了新的指示。俄國人回來時沒有他們象徵性的士兵、水手、工人和農民。1917年12月15日，雙方達成了為期30天的停戰協定，該停戰也將自動延長至30天，直至任何一方通知其打算恢復敵對行動後7天。同日的晚些時候，他們簽署了停戰補充協議。它規定在彼得格勒設立一個委員會已恢復郵政系統、貿易關係和書報運輸。他們還同意重新開會開始談判和平條約。
1918年2月10日，條約談判最終破裂。2月17日，霍夫曼正式通知敵對行動將在2月18日重新開始，當東線的最終戰役開始時，俄羅斯人被迫讓步並簽字。

## 外部連結
- 蘇維埃俄國
- 德意志帝國
- 俄国内战
- 俄國大撤退
- 拳擊行動
- 布列斯特-立陶夫斯克條約